# Calymperes norkettii
Calymperes norkettii là một loài rêu trong họ Calymperaceae. Loài này được L.T. Ellis mô tả khoa học đầu tiên năm 1989.